# Rhododendron hainanense
Rhododendron hainanense är en ljungväxtart som beskrevs av Elmer Drew Merrill. Rhododendron hainanense ingår i släktet rododendron, och familjen ljungväxter. Inga underarter finns listade i Catalogue of Life.